# Енді Ґутманс
Енді Ґутманс (івр. אנדי גוטמנס) — ізраїльський програміст та підприємець. Співавтор мови програмування PHP та співзасновник Zend Technologies, General Manager в Amazon Web Services. Випускник Техніону — ізраїльського інституту технологій у Хайфі. Ґутманс та його однокурсник Зев Сураскі створили PHP версії 3 у 1997 р. У 1999 р. вони написали Zend Engine, ядро інтерпретатора PHP 4 та заснували Zend Technologies, яка з того часу контролює розвиток PHP, включаючи PHP версії 5, а також пізніші версії — PHP 7. Назву Zend утворено шляхом злиття імен засновників, Зева та Енді.
Ґутманс працював на посаді виконавчого директора Zend Technologies до жовтня 2015 р., доки Zend не придбала компанія Rogue Wave Software. До вступу на посаду виконавчого директора у лютому 2009 р., він очолював відділ розробки та досліджень у Zend, включно з розробкою всіх продуктів Zend, а також вкладом у розробку таких проектів з відкритим початковим кодом як Zend Framework та PHP Development Tools. Тоді ж брав участь в корпоративному фінансуванні Zend і відповідав за партнерські угодами із Adobe, IBM, Microsoft та Oracle.
Е. Ґутманс був у раді директорів Eclipse Foundation  (жовтень 2005 р. — жовтень 2008 р.), є почесним учасником Apache Software Foundation, його номінували на премію FSF за просування вільного програмного забезпечення у 1999 р.
У 2004 р. він із Стівом Беккеном та Деріком Ресенсом написав книгу «PHP 5 Power Programming».
Ґутманса відзначено журналом ComputerWorld у липні 2007 р. у статті «40 до 40: 40 IT-інноваторів для наслідування у віці до 40 років».
У березні 2016 року Ґутманс залишив Rogue Wave, щоб долучитись до Amazon Web Services. Пояснюючи свою мотивацію Ґутманс зазначив, що «хмарна інфрастуктура є переломним моментом» і «’центр гравітації’ даних зараз рухається до хмар» де Amazon «здається, ефективно балансує між інноваціями та винахідництвом: фокус на цінностях клієнтів з нахилом до дії». На своїй посаді Ґутманс відповідає за розвиток сервісів Amazon Elasticsearch, Amazon CloudSearch та Amazon Neptune.